# Thorr’s Hammer
Thorr’s Hammer ist eine US-amerikanische Death-Doom-Band. Thorr’s Hammer war die erste erfolgreiche Band von Greg Anderson und Stephen O’Malley und als solche maßgebend für die Gründung der Band Burning Witch und des Labels Southern Lord.

## Geschichte
Die Band wurde im Winter 1994/1995 von den beiden Gitarristen Greg Anderson und Stephen O’Malley in Ballard, Washington gegründet. Innerhalb kurzer Zeit kamen die damals siebzehnjährige norwegische Austauschstudentin Runhild Gammelsæter als Sängerin, Jamie Sykes als Schlagzeuger und James Hale als Bassist hinzu.
Die Band war nach der Gründung lediglich sechs Wochen lang aktiv, in dieser Zeit spielte sie zwei Konzerte und nahm das Demoband Sannhet i Blodet und die drei Songs umfassende EP Dommedagsnatt auf. Nachdem Runhild Gammelsæter in ihre Heimat zurückgekehrt war, löste sich die Band auf und legte sogleich den Grundstein für die Gründung der Band Burning Witch durch  O’Malley, Anderson und Sykes. Die Aufnahme der EP Dommedagsnatt trug unterdessen zur Gründung des Labels Southern Lord durch O’Malley und Anderson bei, dessen erste Veröffentlichung 1998 eben jene EP sein sollte, welche bis dahin nur als Kassette erhältlich gewesen war. Für die Wiederveröffentlichung im Jahr 1998 wurde die EP um das Livestück Mellom Galgene erweitert.
Im Jahr 2009 spielte die Band, mit Guy Pinhas als neuem Bassisten, auf dem Supersonic Festival in Birmingham ein Reunionkonzert. Noch im selben Jahr äußerte sich Gammelsæter positiv zu der Möglichkeit, weitere Veröffentlichungen von Thorr’s Hammer folgen zu lassen. Weitere vereinzelte Konzert und Festivalauftritte folgten, unter anderem auf dem Roadburn Festival, wo die Band auch das neue Lied Aasgaardsreien präsentierte.

## Stil
Der Stil der Band ist durch die norwegische Sprache geprägt, in welcher Runhild Gammelsæter alle Texte verfasst, die Deathgrowls, mit welchen sie diese vorträgt, und das enorm langsame und stark verzerrte Riffing. Entgegen dem Großteil der bekannten Lieder wechselt der Gesang in Norge, dem Eröffnungsstück der EP, noch zwischen Klargesang und Growling.

## Diskografie
- 1995: Sannhet i Blodet (Demo, MC, Eigenverlag)
- 1996: Dommedagsnatt (EP, MC, Moribund Records; Wiederveröffentlichungen: CD/LP, Southern Lord)
- 2010: Only Death Is Real (Konzertalbum, LP, Southern Lord)